# 楊雷
楊雷（1495年—1560年），字起潛，號古崖，直隸蘇州府吳縣人，明朝政治人物。同進士出身。

## 生平
母亲懷孕時，夢雷震其居而生，遂名雷。正德十四年（1519年）己卯科應天府鄉試第五十二名舉人，嘉靖十一年（1532年）壬辰科第三甲第一百九十三名進士。觀大理寺政，授貴溪縣知縣，當地有溺女習俗，楊雷力行禁止。辨冤獄，察姦盜如神明，以政績卓異，十六年十二月陛南京工科給事中，諫止南巡，諫督逋税，十八年閏七月劾罢南京都御史邊憲，十九年十一月掌南京京察，二十年二月出为湖廣僉事，湖北巨商陳誥犯死罪，賄賂審問官員，移罪給僕人。楊雷查明實情，陳誥害怕，派人携带千金至吴县，作为楊雷母亲傑氏的壽禮，傑氏拒绝，並寫信給楊雷說明情況，書信到达時，楊雷已经將其繩之以法，將書信展示与人，上下皆賢智其母。嘉靖二十一年（1542年）鎮筸苗首龍科桑等作乱，流劫湖廣麻陽縣，擄走知縣，從都御史萬鏜平定叛亂，因主張安撫，与萬鏜意見不合，罷官歸。年六十六而終。

## 家族
曾祖楊忠；祖楊順；父楊昻；母傑氏。慈侍下。弟霆；霽；霖；雲。子之麟；之鳳。